# فرودگاه کانگیکسوآلویواک (رودخانه جرج)
فرودگاه کانگیکسویواک (رودخانه جرج) (به انگلیسی: Kangiqsualujjuaq (Georges River) Airport) یک فرودگاه همگانی باربری با کد یاتا XGR است که یک باند فرود شن دارد و طول باند آن ۱۰۷۳ متر است. این فرودگاه در کشور کانادا قرار دارد و در ارتفاع ۶۶ متری از سطح دریا واقع شده است.

## شرکت‌های هواپیمایی و مقصدهای پروازی

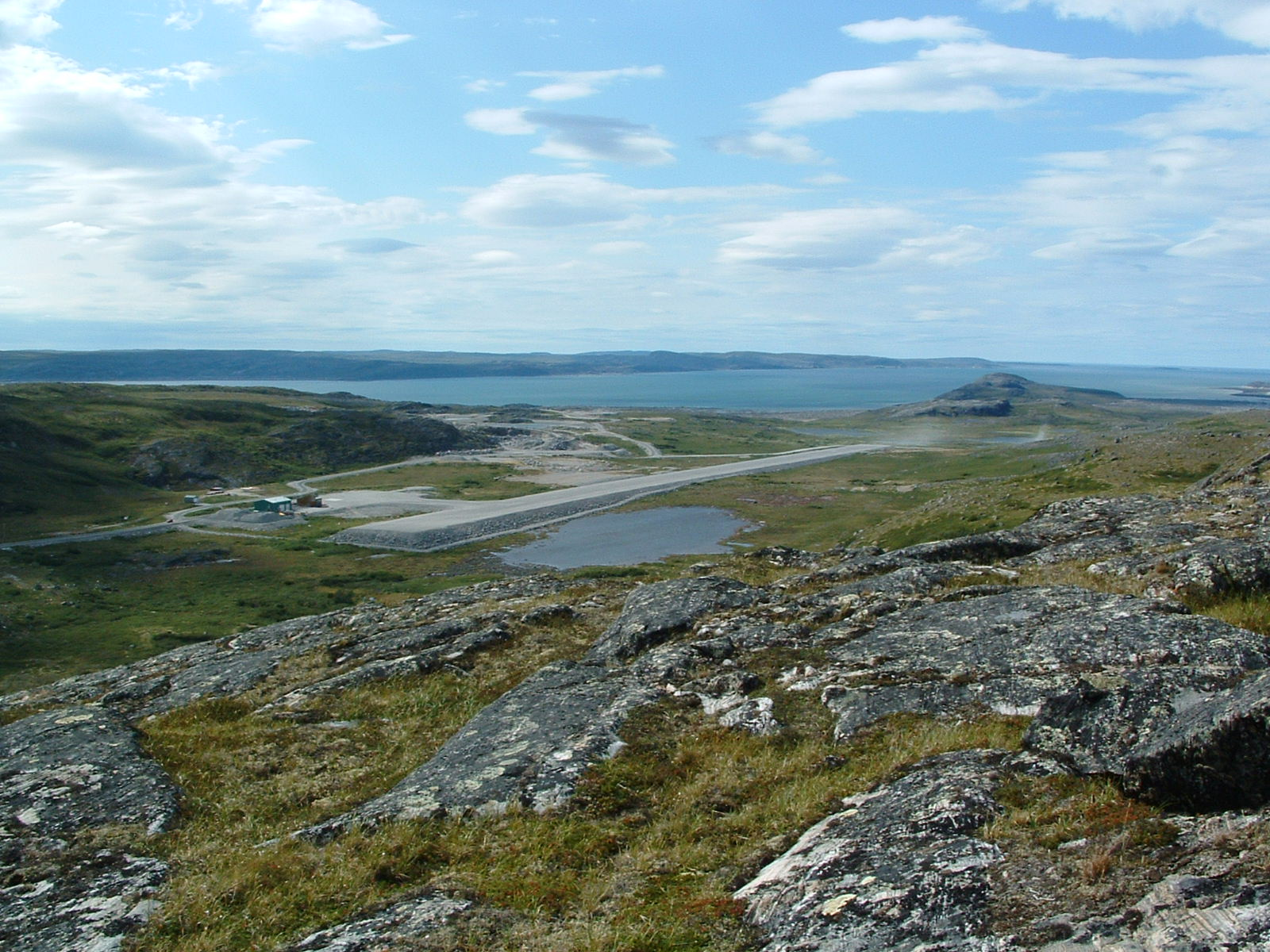
The runway at Kangiqsualujjuaq Airport

| شرکت‌های هواپیمایی | مقصدهای پروازی |
| ----------------- | -------------- |
| ایر اینویت        | کویواک         |